# Kengyia
Koordináták: é. sz. 45° 52′ 20″, k. h. 18° 52′ 48″45.872300°N 18.879900°E
Kengyia (másképp: Kengya vagy csak Kengy, szerbül Кенђија / Kenđija) vitatott határterület és volt település, Szerbia valamint Horvátország határvonalán. 1956-ban a Duna hatalmas áradásakor elpusztult.

## Földrajz
Kengyia a Mohácsi-sziget legdélibb csücske. A Duna bal partján fekszik, a Bajai-csatorna, a magyar államhatár, az úgynevezett Baracska-holtág és a Duna határolják. Területe 900 ha, ebből 600 ha megművelhető terület, a fennmaradt 300 ha pedig erdőség vagy mocsár. A hozzá közel fekvő települések: Szerbiában Bezdán, Küllőd és Béreg, Bács-Kiskun vármegyében Hercegszántó és Hercegszántó délnyugati településrésze, Hóduna; közigazgatási területe egy rövid szakaszon érintkezik még a Baranya vármegyei Kölked határszélével is. 

### Határviták
Jugoszlávia állami léte alatt nem volt jelentősége annak, hogy hol húzódik a belső határ. A jelenlegi álláspont szerint a terület Horvátországhoz tartozik de Szerbia felügyeli. Lakosainak, bár horvát állampolgársággal rendelkeznek, útlevélre van szükségük, hogy átkeljenek a szerb-horvát országhatáron. A horvátok szerint a határvonal a Bajai-csatorna, a szerbek szerint ez viszont  a Duna. A Bajai-csatornán akárki átkelhet, azonban a Dunán való átkelésnél már útlevélre van szükség. a határok még az Osztrák–Magyar Monarchia közigazgatásának idejéből származnak és a Duna szabályozása előtti helyzetet rögzítik. Miután a 19. század elején megtörtént a Duna szabályozása, a folyó medre a jelenlegi helyére került, a telekkönyvi határok viszont maradtak ott, ahol voltak. A kengyiai földek jelenleg a horvát telekkönyvbe vannak bejegyezve Darázsnál (Draž) és Kiskőszegnél (Batina).
A hármashatárpont Hercegszántó (Magyarország) – Küllőd (Колут / Kolut, Szerbia) – Kiskőszeg (Batina, Horvátország) határában található, a koordinátái: é. sz. 45° 55′ 15″, k. h. 18° 53′ 27″45.920725°N 18.890708°E

## Történelem

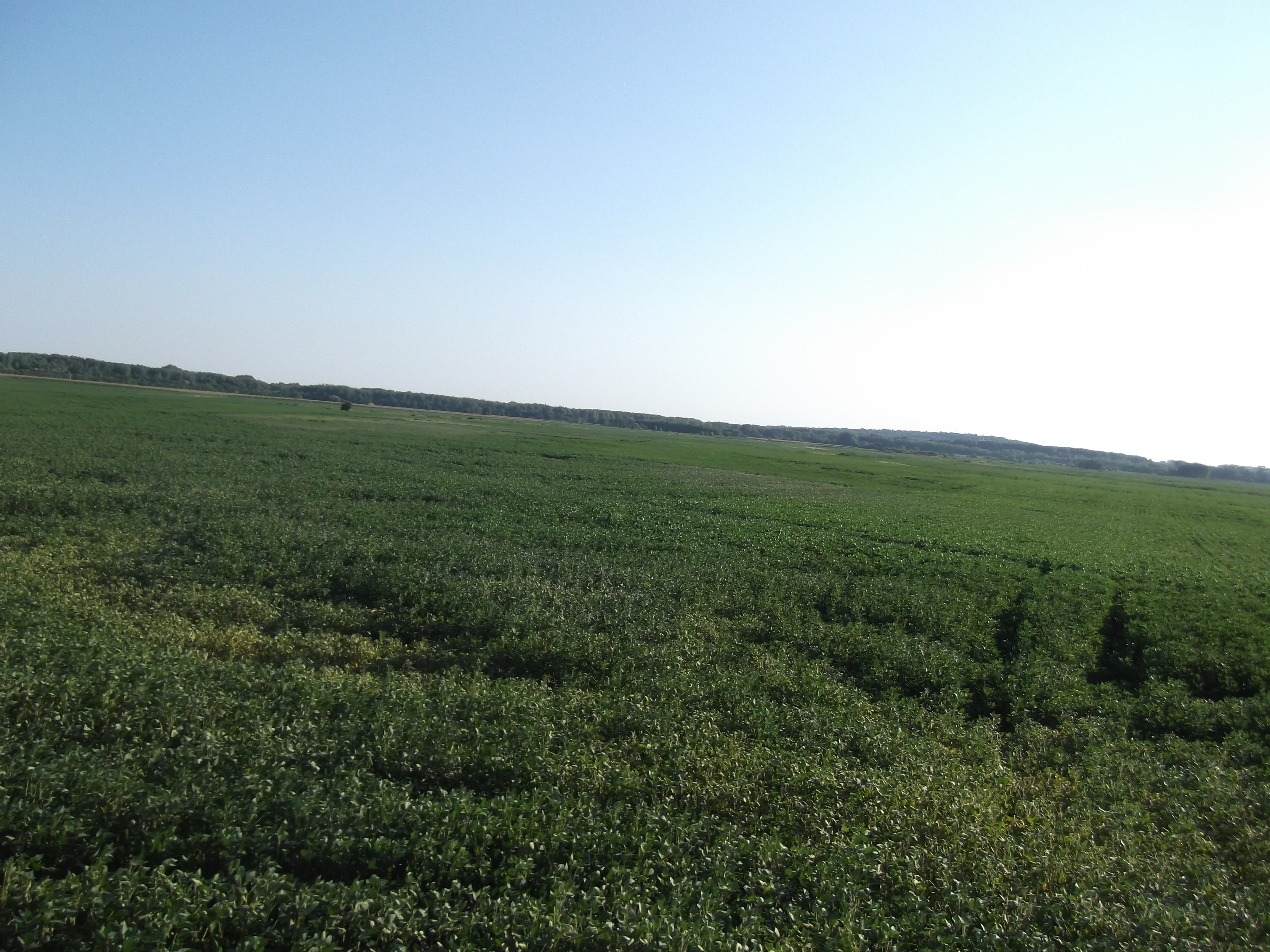
Kengyiai táj

Amióta Bezdán lakott, körülbelül azóta Kengyia is. A középkorban a letelepülők mocsaras-erdős árteret találtak, a szigetekről elzavarták a sakálokat és a többi vadállatot, hogy letelepedhessenek itt. Egykor 96 tanyát és csaknem 500 lelket számlált a kis település. A modern korban kétszer is árvíz sújtotta a tanyavilágot, 1956-ban és 1965-ben. E természeti katasztrófák után a település elnéptelenedett. Régen még iskola is működött.

## Természet

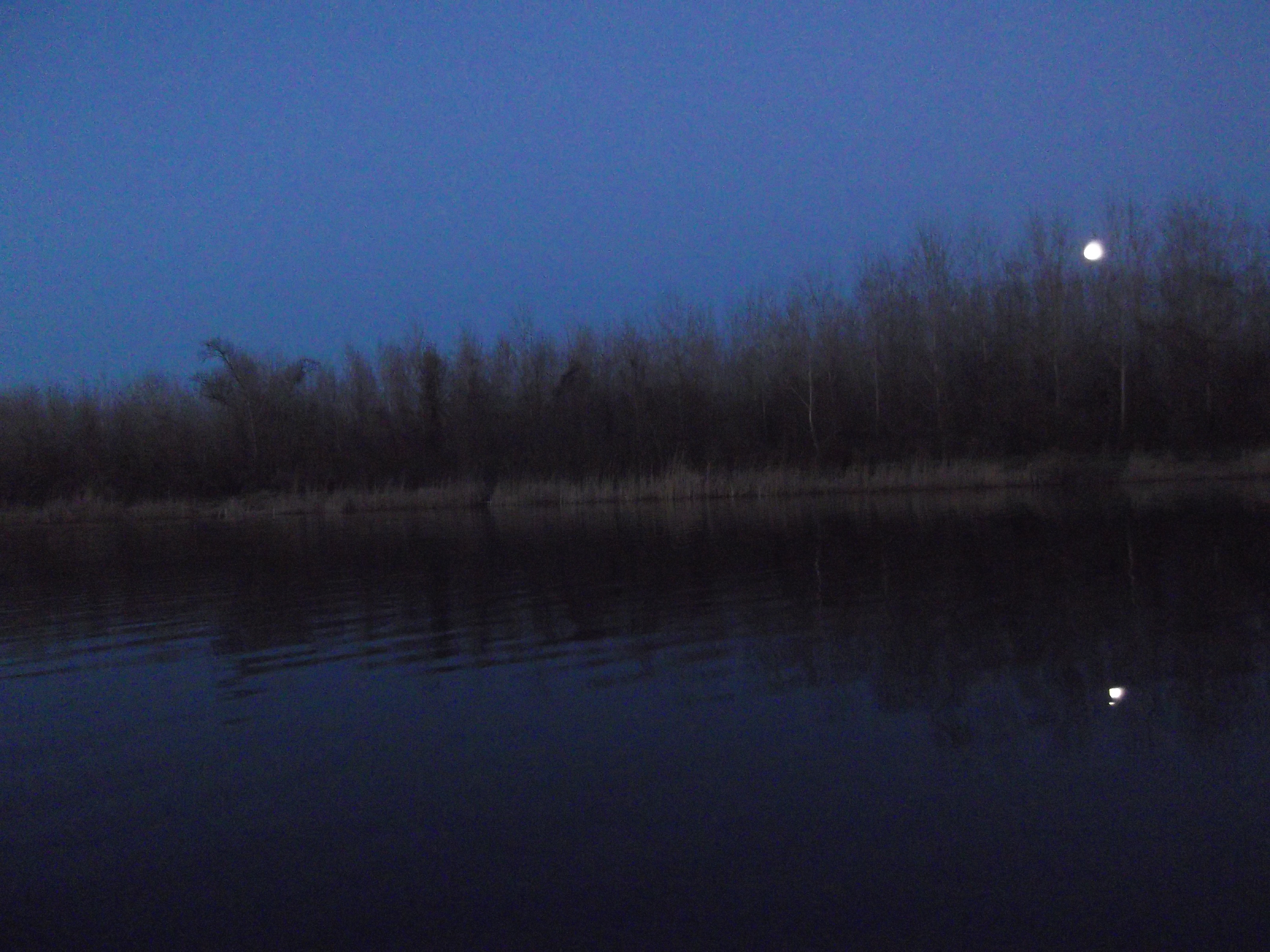
Holdkelte a Bajai-csatorna felett

Területének vadonja, a Felső-Dunamellék Természetvédelmi Rezervátum fennhatósága alá esik. A Duna-part, a Karapancsai-erdő, a Bajai-csatorna és a Baracska gyönyörű helyek, melyeket még nem igazán fedezett fel a turizmus, talán épp elszigeteltségük miatt. A Karapancsa, mely szinte őserdő, a vadászok Mekkája, a Bajai-csatorna erdővel övezett részei s kristálytiszta vize de ami még fontosabb, halai miatt vonzza a horgászokat.
A sakálok az utóbbi évtizedben teljesen visszahódították a Felső-Dunamelléket, beleértve Kengyiát is. A hódok és a vidrák is újra elterjedtek a mocsarakban és a Bajai-csatornában.

## Jelen idők

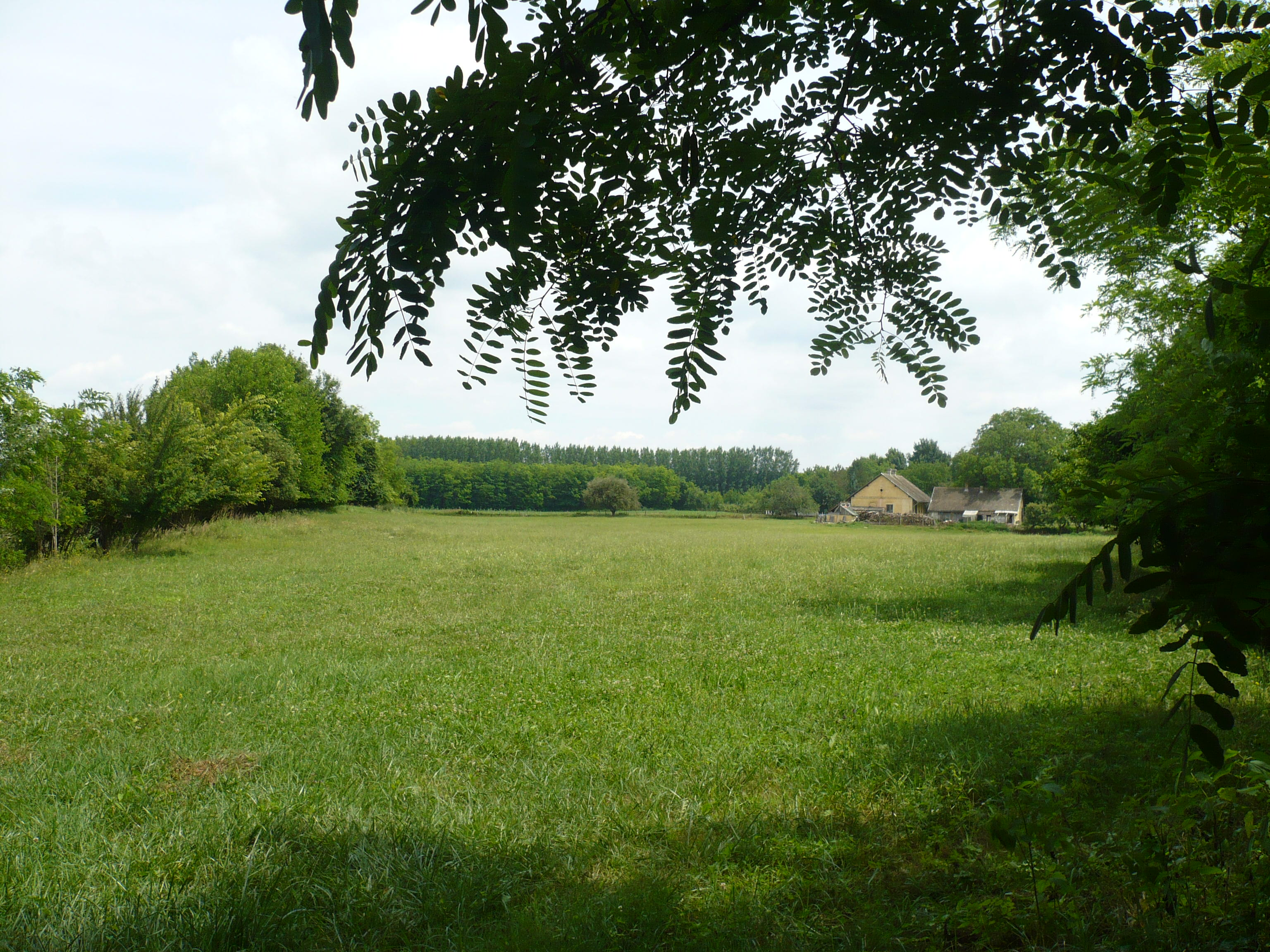
Kengyiai tanya

Kengyiának ma már csak megközelítőleg 10 állandó lakosa van. A történelem során Szerb-Horvát-Szlovén Királyság, Magyarország, majd Jugoszlávia része volt, jelenleg pedig Horvátországhoz tartozik, így négy ország állampolgárai is voltak néhányan a helyiek közül. A Bajai-csatorna partján lévő hétvégi házak nagy részébe nincs bevezetve az áram, a vezetékes víz és telefon, valamint az erdők miatt gyakran térerő sincs. A bezdáni pék néhány naponta jár ki Kengyiába ahová péksüteményeket s kenyeret visz eladásra. Az itt lakókhoz nem a horvát mentőszolgálat és a tűzoltóság jön ki, hanem a szerb. Ma Kengyiáról már nem mint egy virágzó településről, hanem mint inkább egy vadon széli tanyavilágról beszélhetünk.